# Крылов, Леонид Николаевич
Леонид Николаевич Крылов (1936 — ?) — советский электрофизик, лауреат Ленинской премии.
С 1960 года после окончания Ленинградского электротехнического института им. Ульянова (Ленина) работал на Саранском заводе «Электровыпрямитель», инженер, начальник КБ по управляемым вентилям, начальник лаборатории, с 1966 зам. начальника СКБ.
В 1999 г. избран членом ревизионной комиссии ОАО «Электровыпрямитель».
Заслуженный изобретатель РСФСР (1965 г.).
Получил Ленинскую премию 1966 года — за исследование сложных структур с p—n переходами, разработку технологии изготовления и внедрение в серийное производство силовых кремниевых вентилей.